# Libro de Esdras
El libro de Esdras es un libro que forma parte de la biblia hebrea y del Antiguo Testamento de la Biblia cristiana. Pertenece al grupo de los escritos conocidos como Ketuvim. Originalmente formaba con el libro de Nehemías una sola obra conocida como Esdras-Nehemías. Ambas obras representan el capítulo final en la narrativa histórica de dicha biblia. Los dos libros se separaron en los primeros siglos de la era cristiana. En el judaísmo aproximadamente en el año 1448. El libro de Esdras trata del retorno a Sion (la tierra de Israel) por los judíos, después de su cautiverio en Babilonia, y está dividido en dos partes. 
La primera cuenta la historia del primer retorno de los exiliados en el primer año de Ciro el Grande en 538 a. C. además de la finalización del nuevo Templo de Jerusalén en el sexto año de Darío I en 515 a. C.. La segunda parte, narra hechos acaecidos casi setenta años después en 448 a. C.; año séptimo del reinado de Artajerjes, la posterior misión del sacerdote Esdras en Jerusalén y su lucha por purificar a los judíos de lo que el libro llama: «el pecado de matrimonio con no-judíos».

## Autoría y fecha
La autoría es desconocida, aunque la tradición atribuye la autoría del libro al personaje de Esdras. Es posible que originalmente el libro de Esdras y el libro de Nehemías tengan un mismo escritor como origen inicial, pero existen en ambos libros cambios de orden, adiciones y sustracciones que alteran la obra original.
Puede ser que Esdras y Nehemías conjuntamente hayan escrito el libro entero (Esdras y Nehemías). Admitiendo esto, parece que el coordinador de redacción fue el mismo Nehemías y se lo considera como responsable del libro completo, con correcciones y adiciones atribuidas a su amigo Esdras. Sí se sabe que el ordenamiento, revisión y corrección del texto ocurrieron en tiempos posteriores a la redacción del libro.
Si en verdad el autor fue Nehemías, entonces el libro fue redactado entre 431 y 430 a. C., cuando el hombre real había regresado por segunda vez a Jerusalén después de su visita a Persia. Probablemente se escribió el libro en el intervalo entre la caída de Babilonia en 539 a. C. y la composición del Eclesiástico hacia el 190 a. C..

## Probable biografía de Nehemías
Nehemías es un personaje bíblico, considerado por algunos exégetas autor del libro que lleva su nombre. Perteneció probablemente a la tribu de Judá, y su familia debe haber sido natural de Jerusalén. Vivió durante la dominación persa de Judea, y fue copero del rey Artajerjes I, de quien obtuvo permiso para gobernar el país hebreo a fin de solucionar el grave estado del culto. Completó las obras del escriba Esdras antes de regresar a prestar servicio en la corte persa.

## Cronología y temas tratados
Como queda dicho, I Crónicas, II Crónicas, Libro de Esdras y Libro de Nehemías constituyen una unidad temática. El autor de los dos primeros no corresponde con el o los de los dos últimos, aunque sí pertenecían a la misma escuela literaria y casi con seguridad formaban parte del personal de servicio del Templo.
Concretamente, Esdras y Nehemías relatan los hechos acaecidos en un siglo entero, desde 538 a. C. (decreto de Ciro el Grande) hasta el fin de la actividad de Nehemías (432 a. C.).
La parte que corresponde a Esdras trata especialmente de la reconstrucción del Templo (Esd. 1-6) y de la organización legal del judaísmo (Esd. 7-10).
Parece haber un anacronismo en Esdras 4:7 con la mención de Artajerjes I Longimano, pues se supone que estos hechos de Esdras ocurren décadas antes del reinado de Artajerjes I como rey del Imperio Aqueménida o siquiera de su nacimiento. La obra Perspicacia para comprender las escrituras sugiere que en este caso, el uso de «artajerjes» actúa más bien como un título y no como un nombre específico. 

## Valor histórico
Este libro concluye la parte de narración histórica estricta del Antiguo Testamento, si es que no se considera al libro de Ester en esta sección. El profeta Malaquías fue posiblemente contemporáneo de Nehemías y Esdras.
El valor histórico de Esdras es discutido; mientras que algunos consideran a su autor un historiador competente y honesto en lo que respecta a la historia de su pueblo, cuyas fuentes continúan siendo válidas en la actualidad, otros lo evalúan como una obra partidaria y fuertemente sesgada. En cuanto a los documentos citados, su autenticidad ha sido discutida; algunos eruditos los aceptan tal como se encuentran en su forma actual, la mayoría los acepta solo parcialmente, mientras que otros los rechazan en su totalidad. El historiador Grabbe, en su estudio sobre el período de Segundo Templo, los estudió comparándolos con la documentación persa auténtica (esto es, que ha llegado a la actualidad en monumentos o archivos), las características de la lengua, los elementos teológicos judíos presentes en ellos y las fórmulas de escritura de la época. Su conclusión es que se trata de documentos escritos después del período aqueménida y que se trata probablemente de falsificaciones, si bien inspiradas por una correspondencia genuina. Otras fuentes, como la Encyclopaedia Iranica, consideran que la evidencia disponible en la actualidad favorece más bien la autenticidad esencial de los decretos.

## Objetivos del libro
Como empleado del Templo de Jerusalén, el autor de Esdras intenta demostrar que la única forma lógica de gobierno para Israel es la teocracia.
Sigue, por tanto, el canon conocido como "historia deuteronómica" —que ya estaba terminado cuando él comienza a componer Esdras—, formado por los libros del Deuteronomio, Libro de Josué, Libro de los Jueces, I Samuel y II Samuel y I Reyes y II Reyes.
Esdras pretende perfeccionar y profundizar en la historia deuteronómica subrayando los designios y actividades de Dios en los sucesos que narra. Así, convierte a David en la figura más importante de toda la Biblia, porque lo considera el perfeccionador de las leyes del legislador Moisés.
Deja el autor sin efecto las distinciones raciales y religiosas entre Israel y las tribus del norte, a las que llama en conjunto con un único nombre («Israel») para simbolizar con ello la unidad davídica y mesiánica, y remarca la homogeneidad lingüística, histórica y cultural que cohesiona al pueblo de Dios.
Los aspectos señalados son especialmente visibles en Esd. 1:5, 4:1 y 10:2.

## Aspectos religiosos
En los primeros cuatro versículos Habacuc demuestra estar abrumado por las circunstancias que le rodean. No puede pensar en otra cosa que no sea la iniquidad y la violencia que ve en medio de su pueblo. El libro de Esdras, como el libro de Nehemías, son libros mesiánicos, y por lo tanto siguen a los reformadores religiosos judíos que entendían que Dios propone un nuevo paso hacia el Mesías.
Ninguno de los protagonistas conseguirá restaurar a la Casa real de David, pero se hace evidente que van en la dirección correcta. La autonomía política judía se ha perdido, porque los personajes son fervientes judíos pero también funcionarios leales a sus jefes persas.
Aquellos que han sido liberados por Ciro de Babilonia donde estaban cautivos, se aglutinan ahora alrededor del Templo y adoptan una actitud aislacionista y legalista. Existe el peligro de caer en el esoterismo, pero los profetas mantendrán el orden y la esperanza.
Se observa en Esdras un radical ascenso intelectual del pueblo hebreo: mientras los perezosos y mediocres se quejan de la difícil situación, la nobleza judía se acercará a Dios, se abrirán muchas sinagogas, escuelas de escribas que siguen las enseñanzas de los profetas Ezequiel y Esdras y el Sanedrín o consejo de ancianos establecerá una evolucionada reforma judicial.
Es, desde todo punto de vista, el canto de gloria y unidad de un pueblo que se vería después al borde de la aniquilación por el Helenismo (ver I Macabeos).

## Fechas
| Rey de Persia     | Año        | Eventos principales                                                           | Correlación con Esdras–Nehemias                                                                                                  |
| ----------------- | ---------- | ----------------------------------------------------------------------------- | --- |
| Ciro II El grande | 550[?]–530 | 539 a. C Caída de Babilonia                                                   | 538 a. C. Primer retorno de los Judíos.                                                                                          |
| Cambises II       | 530–522    | 525 a. C. Conquista de Egipto                                                 | |
| Darío I           | 522–486    | Intento fallido de conquistar Grecia.                                         | 515 Inauguración del Templo de Jerusalén.                                                                                        |
| Jerjes            | 486–465    | Intento fallido de conquistar Grecia.                                         | |
| Artajerjes I      | 465–424    | 449 a. C. Revuelta de Megabyzo, gobernador de un territorio que incluye Judá. | Probable llegada de Esdras, en el año séptimo de Artajerjes. 445–433 Misión de Nehemías y su retorno antes de la muerte del rey. |
| Darío II          | 423–404    |                                                                               | |
| Artajerjes II     | 404–358    | 401 Egipto se independiza.                                                    | |
| Artajerjes III    | 358–338    | Conquista de Egipto                                                           | |
| Darío III         | 336–330    | El imperio Aqueménida es conquistado por Alejandro Magno.                     | |